# شلالات مارغون
شلالات مارغون هي إحدى أكبر شلالات إيران واجملها، اذ يبلغ ارتفاعها 70 متراً، وعرضها 100 متر. وتقع شلالات مارغون في الوديان الغربية لمدينة سبيدان الكائنة في محافظة فارس. وتعتبر شلالات مارغون ذات جاذبية طبيعية حيث تعتبر هذه الشلالات مكان ترفيهي للشيرازيين و(التياسوجيين: سكان مدينة ياسوج مرکز كهكيلويه وبوير أحمد بصورة مشتركة). ومما يميز هذه الشلالات عن غيرها هو تجمدها في فصل الشتاء وذلك بسبب طبيعة منطقة مارغون الجبلية، وارتفاعها الذي يصل إلى أكثر من 2200 متر فوق مستوى سطح البحر. إضافة إلى الطقس البارد في الشتاء فتتجمد هذه الشلالات في الأيام الباردة بشكل خاص والتي بدورها تشكل اعمالاً فنية رائعة من الجليد.

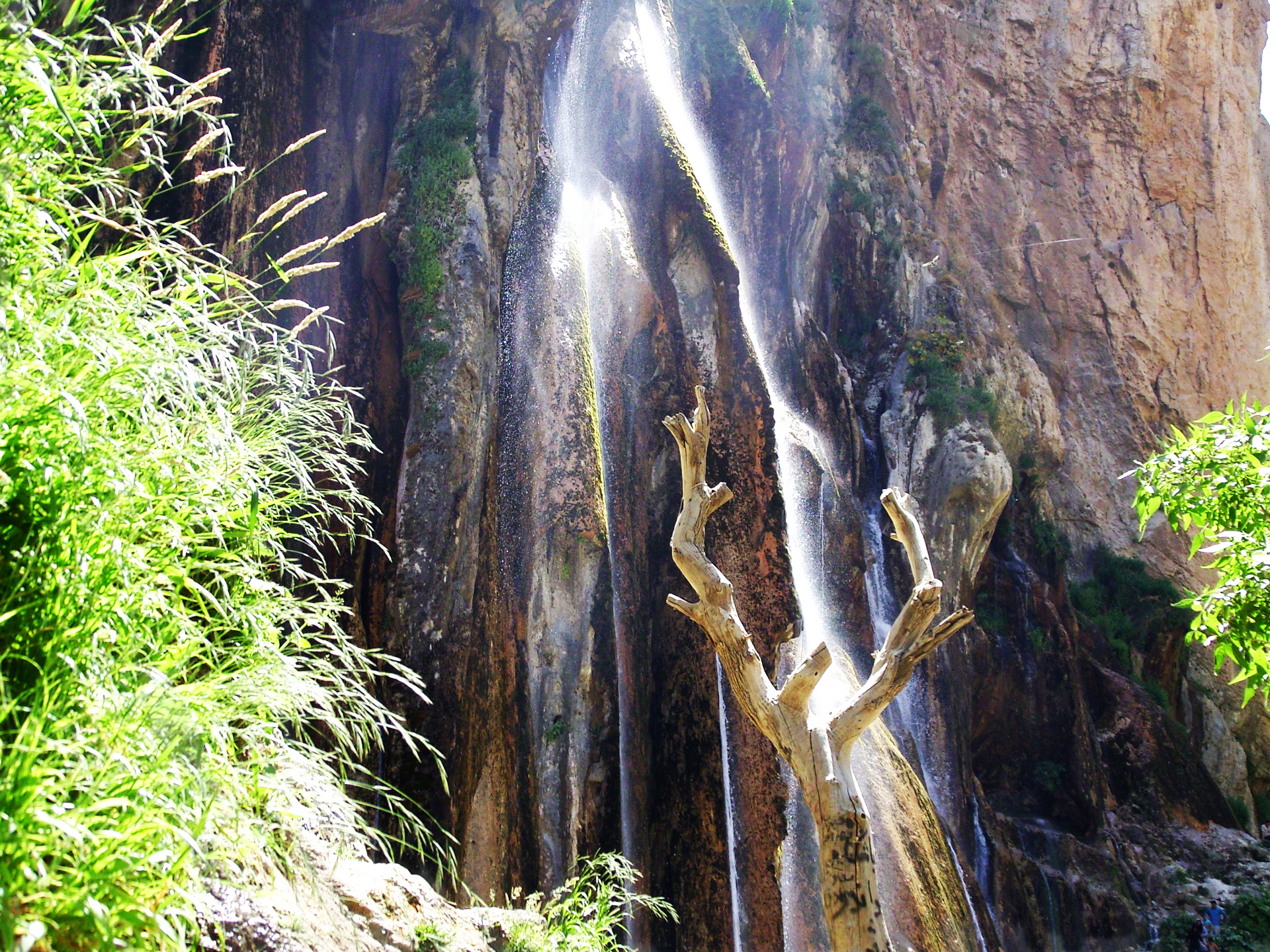
شلال مارغون، أحد أكبر الشلالات في جمهورية إيران

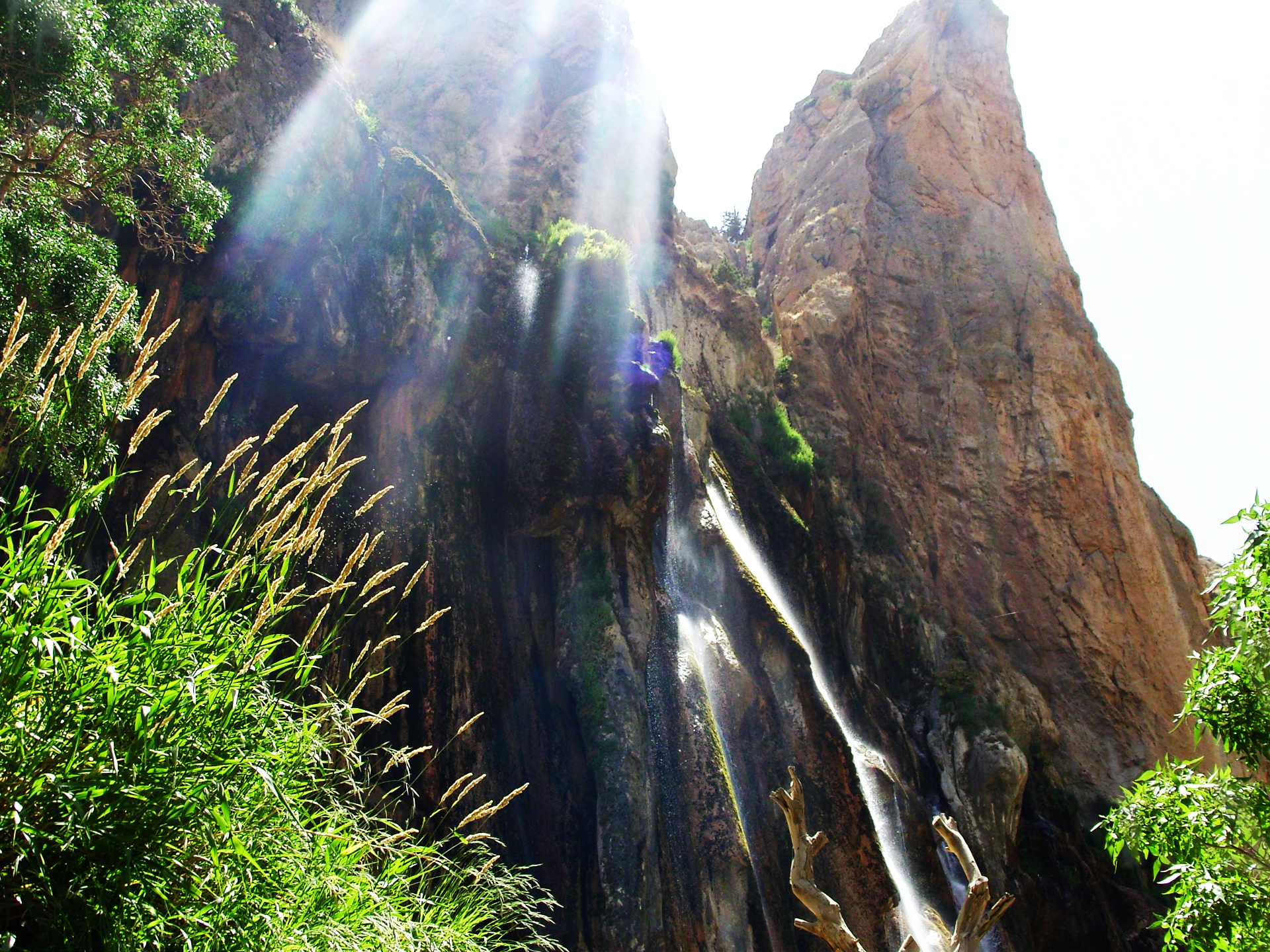
شلال مارغون

## الموقع
تقع هذه الشلالات في حدود مقاطعة فارس مع محافظة كهجيلوية وبوير أحمد. قرب مدينة سبيدان، قرية مارغون. على بعد 48 كيلومتر من مدينة ارداكان.
وللوصول إلى منطقة الشلالات هنالك ثلاثة طرق وهي عبارة عن :-
• یاسوج – کاکان – مارگون بطول 65 کیلو متر.
• یاسوج – سبیدان – مارگون بطول 125 کیلو متر.
• شیراز – سبیدان – مارگون بطول 130 کیلو متر.
ويصل الطريق المعبد إلى مسافة تبعد 800 متر عن الشلالات وبعد ذلك يجب السير على الأقدام حيث سلالم إسمنتية بالقرب منها.

## التشكيل
تتشكل هذه الشلالات من عدة آلاف من العيون التي تنحدر وتتدفق مياهها لتُشكل هذه الشلالات من حائط صخري شاهق، وشلالات مارغون تُعَد مورِداً للنهر الذي يقع في الأسفل، أي في نفس المنطقة التي يقع فيهاالشلال.

## مكانتها السياحية
ان الموقع الذي تتمتع به منطقة شلالات مارغون جعلها منطقة سياحية جاذبة للسياح بشكل كبير. بالإضافة إلى الطبوغرافية الخاصة بهذه المنطقة الجبلية التي تتخللها الأنهار الجارية إضافةً إلى وجود الغابات زادة من جمال المناظر الطبيعية لهذه الشلالات وبالتالي زيادة اقبال السياح عليها.

## معرض الصور

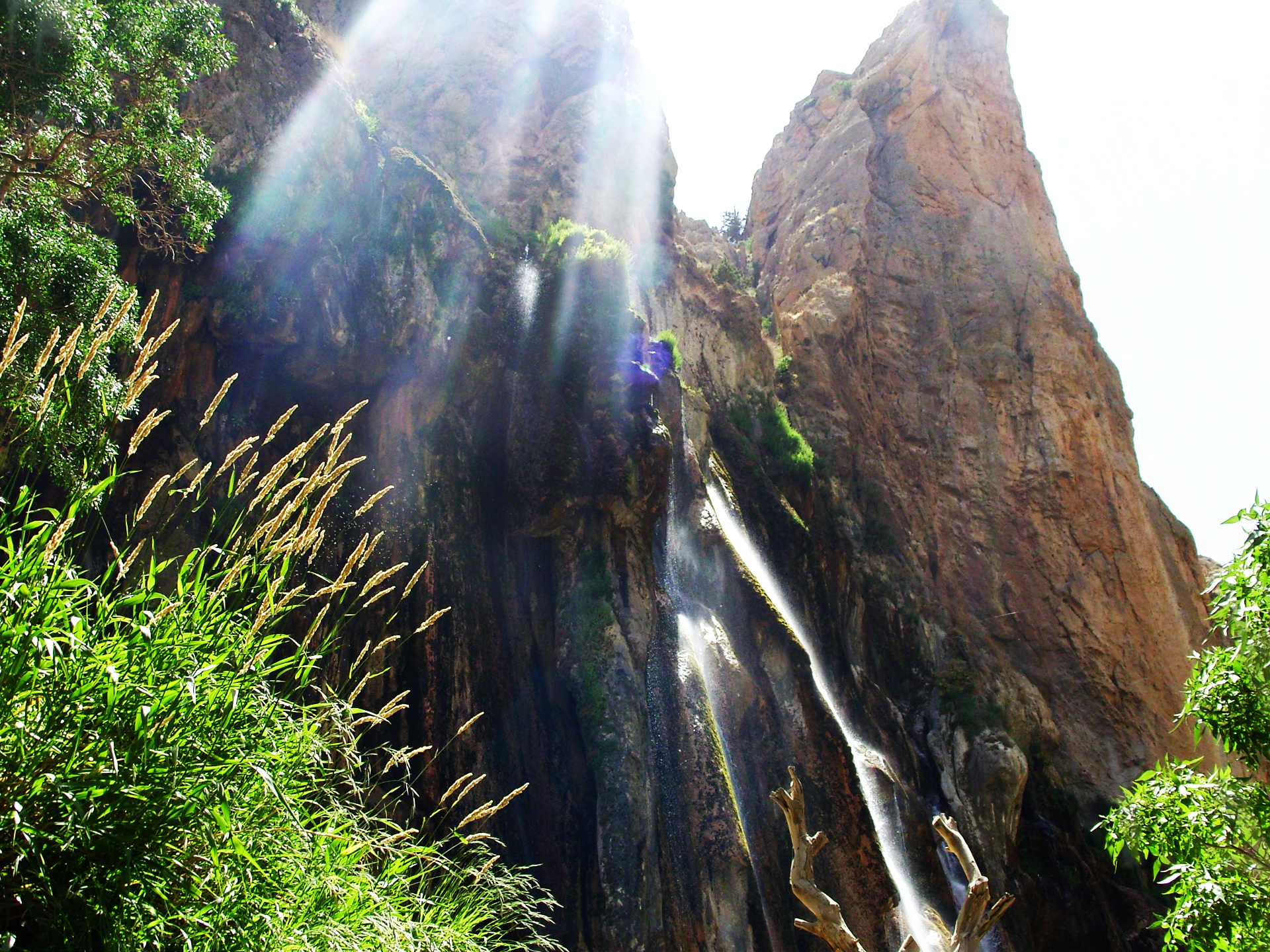
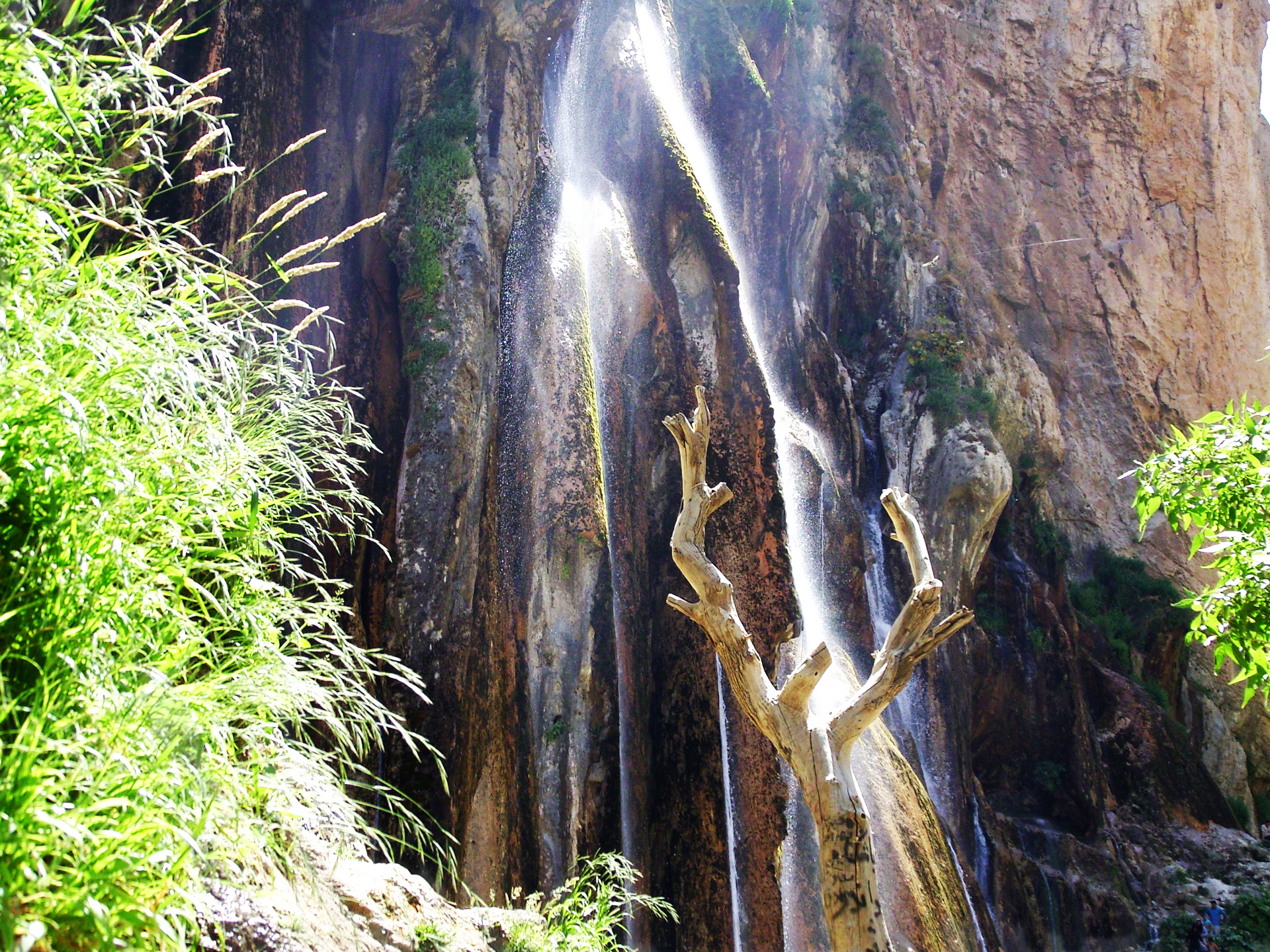
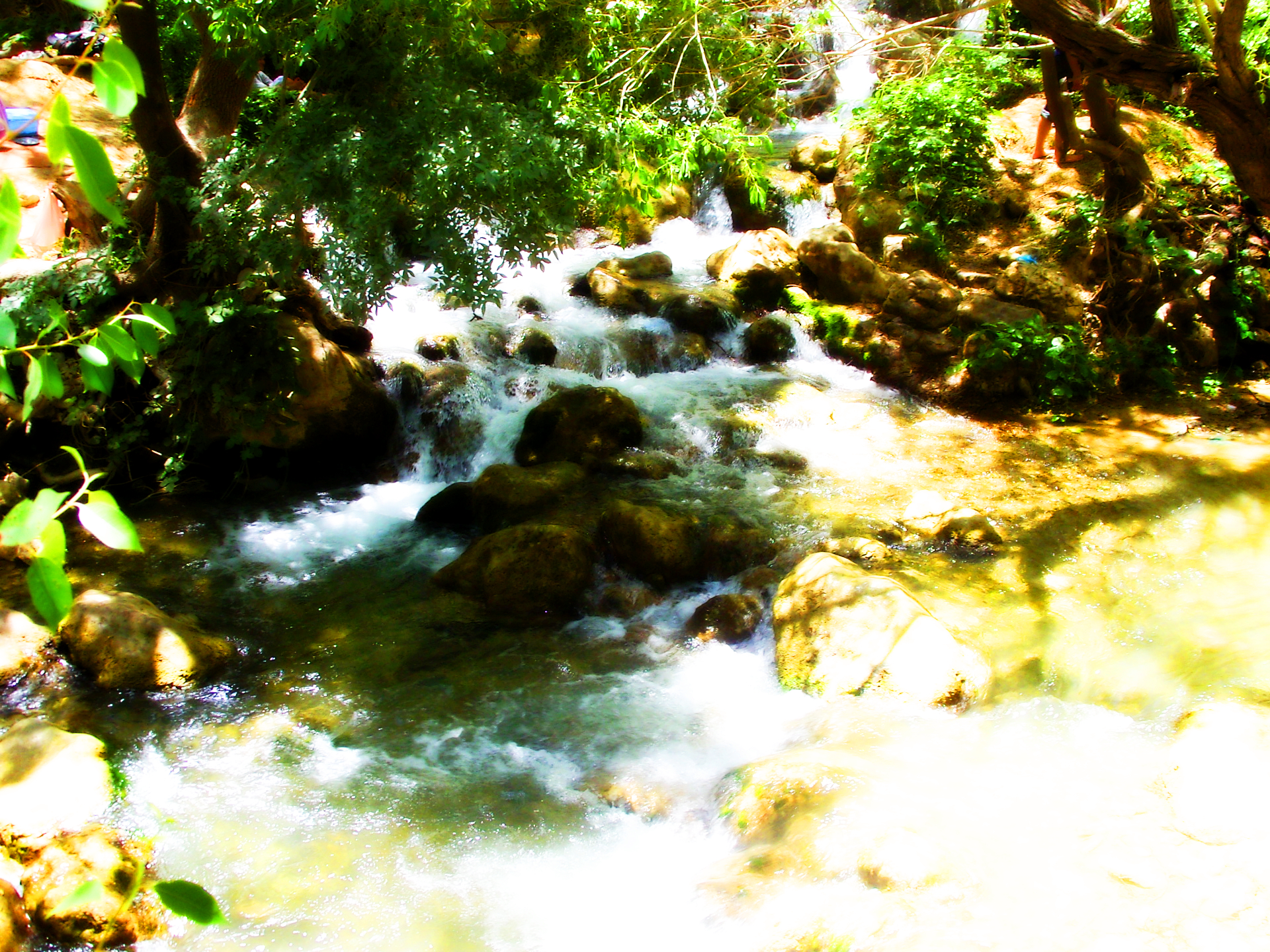
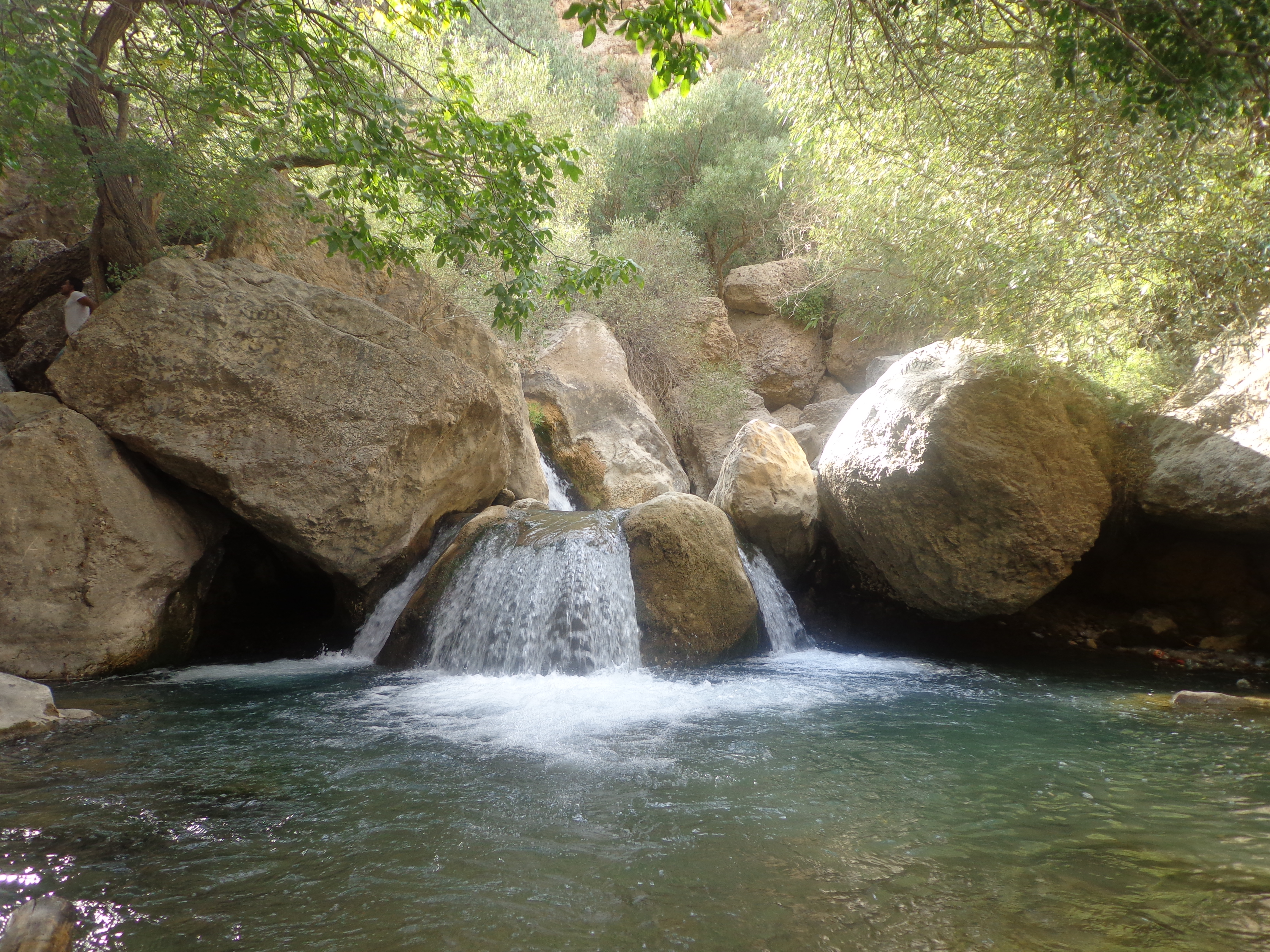
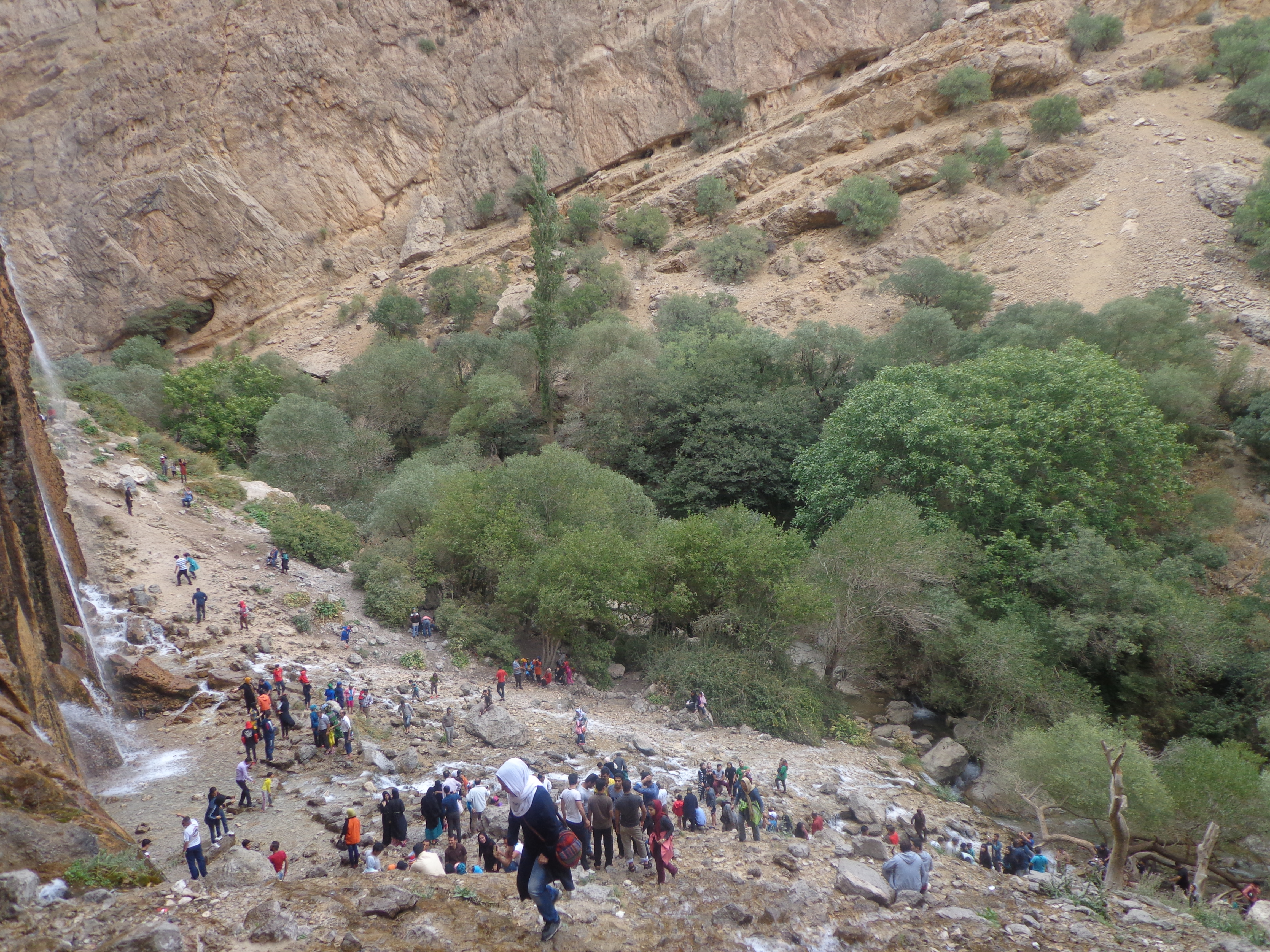